# Mister Olympia 1970
El Mister Olympia 1970 fue la 6.ª edición de la competición profesional de fisicoculturismo, organizada por la Federación Internacional de Fisicoculturismo.
El concurso se realizó en septiembre, en el The Town Hall de la ciudad de Nueva York, Estados Unidos.

## Desarrollo
Esta vez, el austríaco Arnold Schwarzenegger, de 23 años, fue un serio competidor para el tres veces ganador del Mister Olympia, el cubano Sergio Oliva. En la tensa competición, los jueces tuvieron dificultades para tomar una decisión final. Finalmente, Arnold se volvió hacia Sergio y le dijo: «Sergio, los dos estamos cansados, ya basta». Sergio estuvo de acuerdo con él y abandonó el escenario agitando la mano. Arnold, por su parte, subió al escenario y se hizo pasar por el ganador. Esta situación dio a los jueces una base para tomar una decisión final, dándole la victoria a Arnold Schwarzenegger.
Schwarzenegger presentaba un gran físico que combinaba tamaño y simetría. Durante el escenario exhibió una combinación de masa muscular y estética.

## Ganador
El austriaco Arnold Schwarzenegger había comentado en la edición anterior que no volvería a perder la competición. La victoria de Schwarzenegger marcaría una nueva era dentro del torneo, es decir, pasó de ser dominada por culturistas reconocidos como Larry Scott y Sergio Oliva que sentaron las bases de la era temprana del culturismo, para ser liderada por el austriaco en lo que fue conocida como la «edad de oro del culturismo», y que se caracterizó por mostrar un físico más general, estético y simétrico con una masa muscular más significativa.
Fue el primer título de Schwarzenegger dentro de la competición, después de haber sido superado en la edición anterior por el cubano Sergio Oliva, quien fuera el gran dominador por sus tres títulos consecutivos en 1967, 1968 y 1969.
| Posición | Culturista            |
| -------- | --------------------- |
| 1        | Arnold Schwarzenegger |
| 2        | Sergio Oliva          |
| 3        | Reg Lewis             |